# Geotermisk energi på Island

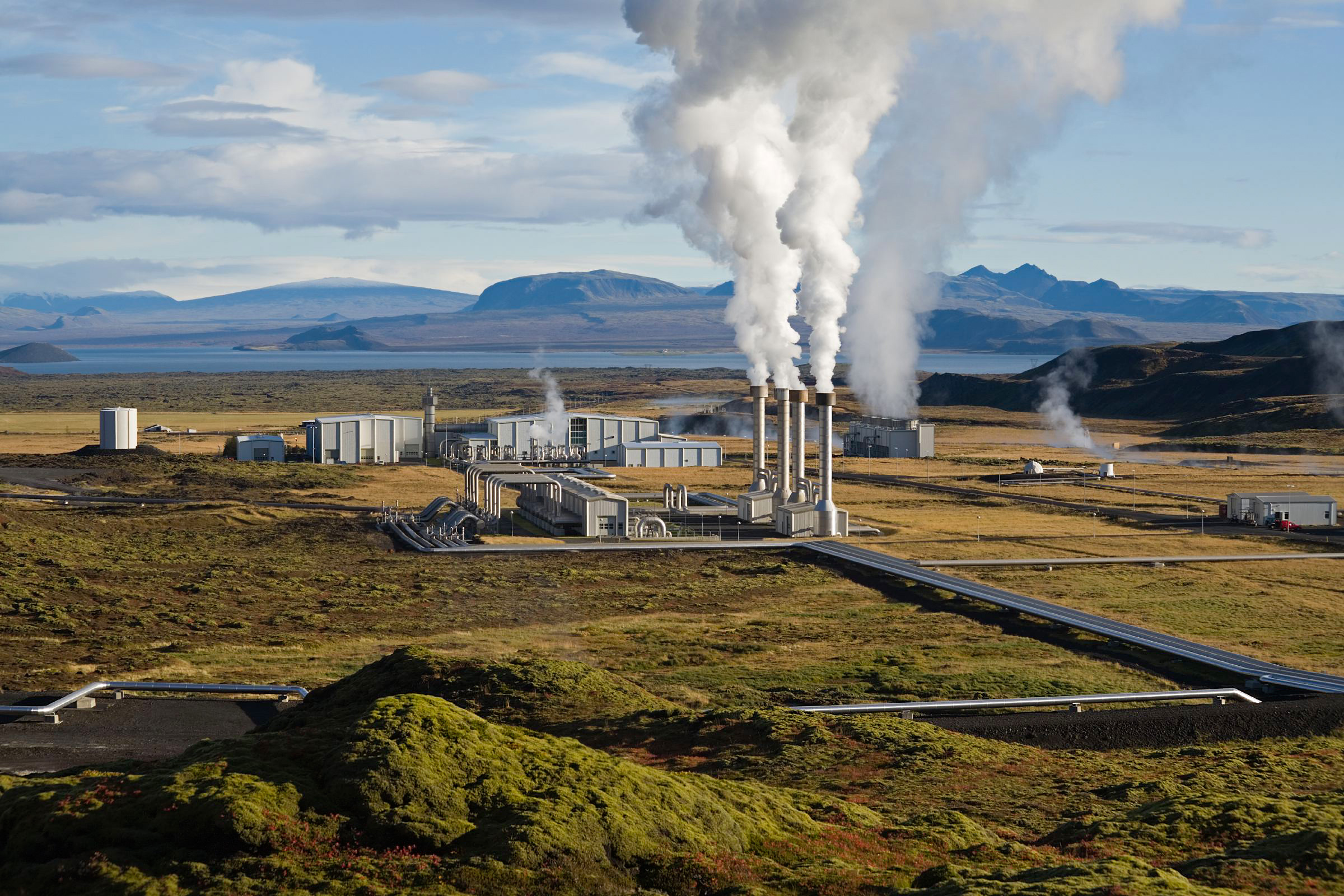
Nesjavellir kraftverk är det näst största geotermiska kraftverket på Island.

Geotermisk energi på Island står för en stor del av världens produktion av geotermisk energi. På grund av Islands geologiska läge (över en spricka mellan två kontinentala plattor), är det stora antalet vulkaner i området ofta till fördel vid alstringen av geotermisk energi, värme och elektricitet.  Trottoarer som finns nära dessa områden blir uppvärmda under vintern (t.ex. Reykjavik och Akureyri).
På Island finns fem stora geotermiska kraftverk, som producerar cirka 26,2% (2010)  av landets elektricitet. Dessutom får cirka 87% av Islands byggnader värme- och varmvatten från markvärme. Utöver geotermisk energi, kommer 73,8% av landets el från vattenkraft. 
Förbrukningen av primär geotermisk energi år 2004 var 79,7 petajoule (PJ), vilket är omkring 53,4% av Islands förbrukning av primärenergi, 149,1 PJ. Motsvarande andel för vattenkraft var 17,2%, olja var 26,3%, och kol var 3%. Planer pågår att förvandla Island till en 100% fossilbränslefri nation inom en snar framtid. Till exempel, har Islands rikliga förekomst av geotermisk energi aktiverat initiativ för förnybar energi, såsom Carbon Recycling International som är en process där koldioxid omvandlas till metanol. Följande är de fem största geotermiska kraftverken på Island. 
- Hellisheiði kraftverk
- Nesjavellir kraftverk
- Reykjanes kraftverk
- Svartsengi kraftverk
- Krafla kraftverk